# Sheryl Crow
Sheryl Suzanne Crow (Kennett, 11 febbraio 1962) è una cantante, compositrice e polistrumentista statunitense.

## Biografia
Cresciuta in una famiglia di musicisti (il padre Wendell è un trombettista jazz, mentre la madre Bernice una cantante ed una pianista) Sheryl viene introdotta alla musica fin dall'infanzia: inizia a suonare il pianoforte all'età di cinque anni, mentre nell'adolescenza compone le sue prime canzoni. Durante il periodo scolastico, oltre allo studio, si dedica con profitto all'atletica leggera e frequenta il locale coro. Entra a far parte anche di associazioni come il The Pep Club, la National Honor Society e la Future Farmers of America.
Nel 1980, dopo le scuole primarie e secondarie a Kennett, Sheryl abbandona la cittadina natale per trasferirsi a Columbia, dove frequenta l'Università del Missouri, da cui esce dopo quattro anni con una laurea in canto e musica. Durante la parentesi universitaria, canta e suona in una band di amici, i Kashmir. Nel 1982 si reca in tour in Europa orientale con Singsation, il complesso jazz dell'Università del Missouri, guidato dal maestro Ira "Rocky" Powell. Sheryl in quell'occasione suona il pianoforte e si esibisce come solista vocale assieme alla moglie di Powell. Ad accompagnarla c'è anche la sorella maggiore Karen.
Con una laurea in tasca, Sheryl trova impiego come insegnante di musica presso il distretto scolastico di Saint Louis. Dal 1984 al 1986 viene assegnata a classi speciali composte da bambini affetti da sindrome autistica. Nonostante l'impegno di docente, Sheryl continua a coltivare i suoi interessi musicali, affinando le proprie capacità e facendo serate nei locali del Missouri con un gruppo rhythm'n'blues. Durante quel biennio registra jingles pubblicitari per alcune grosse società (Toyota e McDonald's) che le procurano introiti significativi.

### Esordi professionali
Nel 1986 Crow chiude definitivamente con l'insegnamento per cercare fortuna a Los Angeles. I primi tempi sono abbastanza duri e si guadagna da vivere facendo la cameriera in alcuni bar e caffetterie locali, fino a che Michael Jackson non la scopre e la ingaggia quale corista per il suo mastodontico Bad World Tour. Dal 1987 al 1989, Sheryl sale sul palco delle più grandi città mondiali accompagnando "il re del pop" attraverso 15 paesi in 4 continenti. Da un punto di vista professionale si tratta di un'esperienza molto importante, anche se non sempre piacevole: (a quanto risulta dalle sue stesse dichiarazioni) Sheryl viene fatta oggetto di molestie sessuali da parte di Frank DiLeo, il manager di Michael Jackson (DiLeo verrà citato, direttamente o indirettamente, in ben due brani dell'album Tuesday Night Music Club: The Na-Na Song e What I Can Do for You).
Al termine del tour mondiale Sheryl collabora inoltre con alcuni artisti come Stevie Wonder, Sinéad O'Connor e Rod Stewart.
A dispetto delle esperienze che arricchiscono il suo bagaglio professionale, per lei non è un periodo positivo: la pressione sofferta nel cercare di raggiungere il successo professionale incomincia a farsi sentire sempre più, poiché Sheryl è conscia del fatto di non essersi ancora assicurata un vero contratto discografico. Agli inizi del 1990 cade in depressione (patologia di cui ha sempre sofferto) per alcuni mesi, e ne esce solo grazie a sedute terapeutiche e antidepressivi. Recuperati spirito ed energie, nonché consigliata e incoraggiata dall'amico Don Henley, decide di dedicarsi completamente alla carriera da solista. I primi brani ad essere incisi sono Indian Summer, Father Sun, Near Me e Love You Blind, quattro pezzi blues a cui fa seguito la ballata What Does Is Matter, registrata in un secondo tempo.
I pezzi citati (ad eccezione di Indian Summer) vengono inseriti all'interno di un demo tape promozionale, prodotto da Sheryl e da Jay Olivier (un musicista ed intimo amico, conosciuto a St. Louis alcuni anni prima). Il nastro piace all'A&M Records, che decide di farne un disco vero e proprio. Fra il 1991 e il 1992, assistita dal noto produttore Hugh Padgham (collaboratore dei Genesis, di David Bowie e di Sting), Sheryl scrive ulteriori brani che vanno ad aggiungersi ai precedenti. Sfortunatamente, poche settimane prima dell'uscita dell'album, la cantante e la casa discografica decidono consensualmente di abbandonare il progetto, in quanto il disco non è abbastanza commerciale e risente eccessivamente delle influenze degli anni ottanta. In quel periodo la Crow conosce anche Kevin Gilbert, un giovane ma navigato musicista rock, con cui intraprende una relazione sentimentale.
Agli inizi degli anni novanta comunque, alcuni pezzi da lei composti ed interpretati per varie colonne sonore, nonché varie collaborazioni, cominciano a farla conoscere: il brano Heal Somebody incluso nel film Gli angeli volano basso (tit. orig. Bright Angel, 1990), la partecipazione ad un episodio del serie tv USA Cop Rock, dove esegue I Got Somethin' For You; Welcome To The Real Life è un'altra sua canzone compresa nel commento sonoro dell'film d'azione Forza d'urto, cui segue I Would Do Anything, un duetto inciso con Kenny Loggins, tratto dall'album Leap of Faith.
Nel 1991 infine viene pubblicata pure la colonna sonora del film Point Break - Punto di rottura, nella quale la Crow figura col brano Hundred Of Tears.

### Il Tuesday Night Music Club
Nel 1992 nello studio di Toad Hall, a Pasadena in California, ogni martedì sera alcuni autori e musicisti tenevano informali session assieme a Bill Bottrell, produttore discografico nonché proprietario dello studio di registrazione. Fra questi musicisti appariva anche Gilbert, che attorno a metà settembre decide d'introdurre la fidanzata Sheryl al gruppo, denominato Tuesday Music Collective. Già dalla prima apparizione, Bottrell si rende conto di avere di fronte una persona di grande talento, a tal punto da volerla quale fulcro del gruppo, nel frattempo ridenominato Tuesday Night Music Club (d'ora in poi TNMC). Per mesi l'affiatata squadra, composta da David Baerwald, Bill Bottrell, Dan Schwartz, Brian MacLeod, Kevin Gilbert ed appunto Sheryl Crow, lavora all'album con grande dedizione e impegno, ma nella informalità più totale, almeno stando alle apparenze.
A dispetto del mito creato dal marketing, non tutti i brani scaturiscono da quegli incontri: in realtà solo due di essi rappresentano il vero spirito del TNMC, ovvero Leaving Las Vegas e Strong Enough. Per esempio, la celebre hit Run Baby Run viene composta da Sheryl, Baerwald e Bottrell in sede separata. Ed ancora, What I Can Do for You è una canzone pre-TNMC, scritta da Sheryl e David Baerwald a Venice Beach, e solo successivamente completata nello studio di Pasadena. I Shall Believe e Can't Cry Anymore furono originate da Sheryl ed infine elaborate da lei in congiunzione con Bill Bottrell.
Lo stesso Bottrell del resto dichiara in un'intervista dello scrittore e biografo Richard Buskin: "In molte canzoni, io e Sheryl abbiamo suonato tutti gli strumenti, e questo va contro il mito. Voglio dire, l'album è cresciuto al di fuori dei meeting che facevamo settimanalmente".
Con questo non si vuol di certo negare il fondamentale ruolo svolto dal TNMC, bensì ridimensionare quanto veniva dichiarato allora da stampa e casa discografica, la prima, presentava Sheryl alla stregua di una solitaria cantautrice.dalle radici del sud, mentre la seconda reclamizzava l'album quale frutto della sola improvvisazione di gruppo. Nel frattempo Sheryl cresce sempre più agli occhi della casa discografica, creando le prime gelosie all'interno del TNMC. L'album, intitolato Tuesday Night Music Club, viene terminato entro la prima metà del 1993 e pubblicato negli Stati Uniti d'America il 3 agosto dello stesso anno. Esso contiene 11 brani, che spaziano dal rock al pop, fino a giungere alle ballate jazz. Un lavoro vecchio stampo, classico e molto personale, l'esatto opposto del vacuo pop sintetizzato del primo album, abbandonato nel 1992.
Nonostante ciò, sulle prime non incontra il favore del pubblico: solo nell'anno successivo, con All I Wanna Do (basata sulla poesia Fun di Wyn Cooper) prima e Run Baby Run poi, Sheryl conosce la grande popolarità. Stampa e televisione iniziano così ad interessarsi sempre più alla cantante del Missouri, che finalmente, dopo anni di gavetta e di parziali insuccessi, corona a 32 anni il suo sogno. I rapporti fra Sheryl e i membri del TNMC nel frattempo si fanno sempre più tesi (e la casa discografica non fa altro che fomentare dissidi e discordie) ed anche la relazione con Gilbert era fondamentalmente terminata. Nessuno fra l'altro si aspettava un successo simile. Molti anni dopo Baerwald dichiarò al giornalista Richard Buskin: "credevo fosse un album di nicchia, da 300 000 copie al massimo, per quelle persone che si fossero perse gli anni '70". Invece le copie vendute, poco più di due anni dopo, furono più di sette milioni.

### Le prime grandi esibizioni pubbliche
Nell'estate del 1994 parte per l'H.O.R.D.E. Festival, un tour musicale itinerante promosso ed organizzato dai Blues Traveler, jam band capitanata dal corpulento John Popper. Sheryl in quell'occasione divide il palco con la Allman Brothers Band ed altri importanti esponenti musicali, soprattutto legati al filone delle jam band. La stessa Allman la vuole come supporto nel loro imminente tour. Bob Dylan e i Rolling Stones fanno lo stesso, invitandola ad aprire i loro concerti negli States. Agli occhi del pubblico però, la consacrazione definitiva avviene nell'ottobre del 1994, quando Sheryl viene invitata a suonare nell'ambito del festival di Woodstock '94 per il 25º anniversario, di fronte a centinaia di migliaia di spettatori. Sempre nel 1994, dà il via al primo grande tour negli Stati Uniti d'America e in Europa, nonché prende parte alle riprese dei video promozionali di All I Wanna Do, Leaving Las Vegas e Run Baby Run.

### Il processo di maturazione artistica e professionale

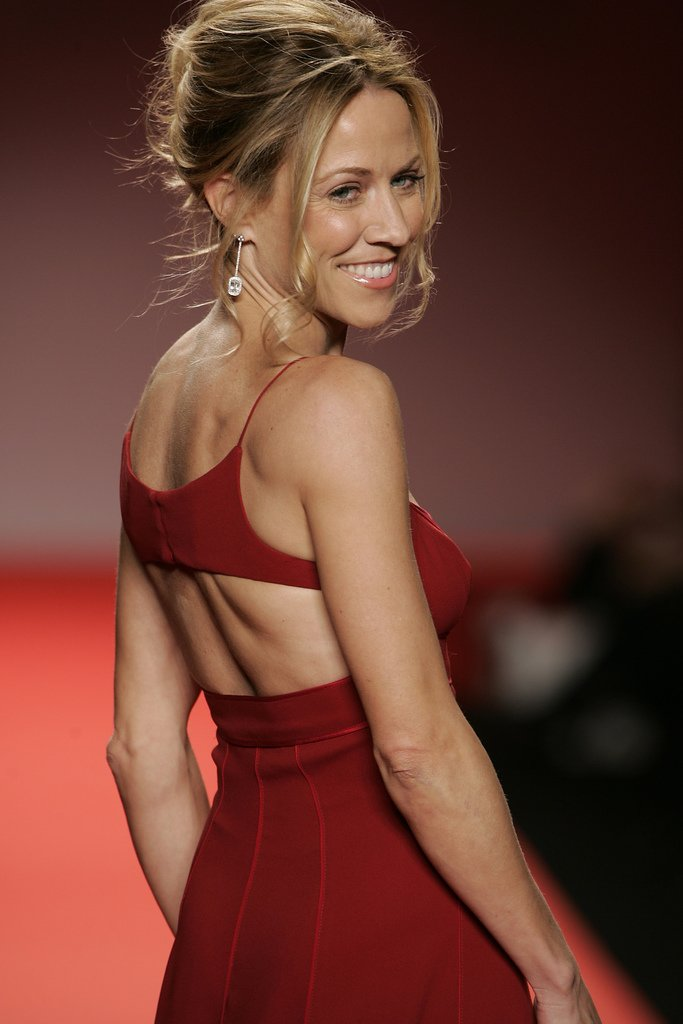
Sheryl Crow.

Il 1º marzo 1995 la Crow riceve i primi premi importanti: tre Grammy Award, rispettivamente come miglior artista emergente, miglior voce pop femminile e miglior registrazione dell'anno. Fra il 1995 e il 1996 è professionalmente impegnata in due fronti distinti: il secondo tour mondiale e la lavorazione del nuovo album. I rapporti con il TNMC sono ormai terminati, e l'unico vero elemento di contatto è Bill Bottrell, ancora produttore di Crow (ma non per molto). Dopo tre nuovi brani composti a quattro mani, i due divorziano per sempre. Bottrell ricorda le ultime esperienze:
A seguito della rottura, Sheryl decide di prendere completamente le redini della sua carriera. Fonda una propria etichetta discografica, la Old Crow Music, e sceglie come collaboratore principale Jeff Trott, musicista-cantautore con cui stringe un prolifico sodalizio che dura ancora oggi. Proprio insieme a Trott Crow compone alcuni dei brani di maggior successo del nuovo album omonimo, come If It Makes You Happy, Everyday Is a Winding Road e A Change Would Do You Good. Buona parte delle registrazioni vengono effettuate a New Orleans, che per Sheryl rappresenta un luogo ideale dove trovare l'ispirazione, grazie soprattutto alla prorompente vitalità e alla moltitudine d'influenze culturali e musicali che da sempre contraddistinguono questa città. Alle sessione di registrazione partecipa anche Trina Shoemaker, un ingegnere del suono che farà coppia fissa con Sheryl per lungo tempo.
Nel 1995 entra nel consiglio d'amministrazione dell'USO (un'organizzazione non-profit che si occupa di intrattenere le truppe americane) e a marzo dell'anno successivo, parte alla volta dell'Europa, tenendo concerti per i soldati americani di stanza in Germania, Italia e Bosnia. In compagnia di Sheryl c'è anche l'allora First Lady Hillary Clinton e la figlia Chelsea. A seguito di quell'esperienza compone Redemption Day, una canzone folk contro la guerra, ancora oggi ricordata come fra le sue migliori composizioni. Tutto sembra procedere per il meglio, fino a che una disgrazia non tocca Sheryl da molto vicino. Il 18 maggio del 1996, l'ex fidanzato Kevin Gilbert viene trovato cadavere nella sua abitazione di Eagle Rock (California): sulle prime si pensa ad un suicidio, ma l'autopsia del Coroner non lascia spazio a dubbi, Gilbert è deceduto per asfissia autoerotica. Per lei è un duro colpo, tuttavia non sembra essere stupita del gesto, al pari degli amici più intimi di Gilbert.
L'album Sheryl Crow debutta nei negozi nel settembre del 1996. Si tratta ancora una volta di classic rock, ma dal suono più elettrico, che in molti punti rimanda alle atmosfere degli anni settanta, scandite dal Funky. Il successo ancora una volta arride alla cantautrice del Mid-West, che fa breccia nella top ten di molti paesi, non però senza intoppi. La catena di ipermercati Wal-Mart (che controlla buona parte del mercato discografico americano) infatti ritira dai propri scaffali l'ultimo album a causa di un brano in esso contenuto
. Si tratta di Love is a Good Thing, in cui in un verso ("Watch out sister, watch out brother, Watch our children while they kill each other, With a gun they bought at Wal-mart discount stores") la stessa catena viene messa sotto accusa a causa di uno scandalo legato alla vendita di alcune armi a minori accusati di omicidio. In realtà il brano si riferiva non tanto alla Wal-Mart, bensì alla facilità con cui negli USA è possibile acquistare armi legalmente in punti vendita di qualsiasi genere.
Fra gli eventi più salienti di quell'annata, c'è da menzionare la partecipazione al Pavarotti & Friends for War Childs. Al Parco Novi Sad di Modena, canta Run Baby Run, accompagnata dalla chitarra di Eric Clapton, e La Ci Darem La Mano, in coppia con Luciano Pavarotti. Nel 1997 Sheryl Crow viene contattata per comporre ed eseguire Tomorrow Never Dies, che fa parte della colonna sonora dell'omonimo film della saga di James Bond, in Italia commercializzato come Il domani non muore mai. Nel medesimo anno viene insignita di due ulteriori Grammy Award, per il miglior album rock e per la miglior esibizione vocale rock femminile, grazie a If It Makes You Happy.

### The Globe Sessions
Trasferitasi a New York, Sheryl Crow si insedia ai Globe Studios, dove lavora febbrilmente alla registrazione del suo terzo album studio. Ancora una volta il collaboratore ai testi è Jeff Trott, tuttavia il suo contributo è decisamente inferiore rispetto al passato: ben otto dei dodici brani presenti in The Globe Sessions vengono composti unicamente da Sheryl, che nel frattempo è progredita anche sotto il profilo strumentale, arrivando a suonare non meno di sedici differenti strumenti musicali. L'album, pubblicato nel settembre del 1998, è una riuscita miscela fra blues-rock e cantaurato intimista con spruzzate di pop e folk. Fra i brani da segnalare, c'è Mississippi, ballata composta da Bob Dylan. All'interno dell'album è possibile ascoltare anche una traccia nascosta, Subway Ride, nata a seguito dell'impeachment dell'allora Presidente degli Stati Uniti Bill Clinton.
L'era Globe Session (compresa fra il 1997 e il 1999) va anche ricordata per essere stata assai prolifica per la cantautrice statunitense. Oltre ai brani composti e suonati per l'album studio, Sheryl Crow in quel lasso di tempo scrive numerose altre canzoni, come Carolina, In Need e Resuscitation (quest'ultima assieme a Jeff Trott), incluse rispettivamente nelle colonne sonore dei film Le parole che non ti ho detto (titolo originale: Message in a Bottle), Ricominciare a vivere (titolo originale: Hope Floats) e The Faculty. A ciò va ad aggiungersi la composizione dell'intera colonna sonora del film indipendente Dill Scallion (1998), diretto da Jordan Brady.
Nel 1999 esordisce come attrice in The Minus Man, indie thriller diretto da Hampton Fancher e interpretato da Owen Wilson, all'epoca compagno di Sheryl. Il 7 dicembre di quello stesso anno viene pubblicato l'album raccolta Sheryl Crow and Friends: Live from Central Park, registrato durante un concerto tenutosi nella grande mela il 14 settembre. Per il primo Greatest Hits della sua carriera Sheryl Crow decide di avvalersi della collaborazione di numerose star della musica internazionale (Keith Richards, Sarah McLachlan, Stevie Nicks, le Dixie Chicks o Eric Clapton, tanto per citarne qualcuna) con le quali esegue i suoi più grandi successi. Nel disco viene inserito anche un nuovo singolo, There Goes the Neighborhood, che le frutterà un Grammy come "Miglior Performance Vocale Rock Femminile". Nello stesso anno duetta con Zucchero Fornaciari nella canzone Blu, inclusa in due album del bluesman emiliano.

### Il nuovo millennio
Nell'aprile del 2002, a distanza di ben quattro anni dall'ultimo disco di inediti, Sheryl Crow pubblica C'mon C'mon. Dall'album vengono estratti in rapida successione tre fortunati singoli: Soak Up the Sun, in termini di vendite uno dei suoi più grandi successi dopo All I Wanna Do; Steve McQueen, Grammy nell'ormai consueta categoria "Best Female Rock Vocal Performance" e l'omonimo brano C'mon C'mon. Il 2003 va ricordato come l'anno delle collaborazioni e delle colonne sonore. Per il grande schermo Registra il brano Kiss That Girl (Il diario di Bridget Jones) e incide la reinterpretazione della canzone Mother Nature's Son, originariamente dei Beatles, contenuta nella colonna sonora ufficiale della pellicola Mi Chiamo Sam.
Sul fronte delle collaborazioni lavora con la cantante statunitense Michelle Branch per la stesura del brano Love Me Like That, duetta col rapper Kid Rock nel suo singolo Picture ed appare in veste di cantante nell'album American III: Solitary Man dell'amico Johnny Cash. Il 4 novembre dello stesso anno viene pubblicato un secondo Greatest Hits, The Very Best Of Sheryl Crow. Trainati dai vecchi successi vengono pubblicati due nuovi singoli: l'inedito Light in Your Eyes e la reinterpretazione di The First Cut is the Deepest, un classico di Cat Stevens che le frutterà ben due American Music Award. Nel 2004 Sheryl Crow appare in un cameo nel film De-Lovely - Così facile da amare, un musical autobiografico basato sulla vita e la carriera di Cole Porter.

### Wildflower
Wildflower, il quinto album studio della cantante, viene pubblicato il 27 settembre del 2005: nonostante il debutto al secondo posto della classifica di Billboard, riceve inizialmente una scarsa attenzione da parte dei media. Nel dicembre dello stesso anno, comunque, la Crow riceve ben due nomination agli annuali Grammy Awards. Nel 2006 la pubblicazione del singolo Always On Your Side (con Sting) porterà ad un notevole incremento delle vendite del disco, stimate a gennaio del 2008 in oltre 949 000 unità nei soli Stati Uniti. Il 2006 si apre con l'ennesima colonna sonora per il grande schermo: viene pubblicato il singolo Real Gone, inserito nella colonna sonora del film animazione Cars della Disney/Pixar's. Nel febbraio dello stesso anno le viene diagnosticato un cancro al seno, fortunatamente nelle fasi iniziali. Dopo aver subito un'operazione chirurgica, la cantante viene sottoposta ad una terapia a base di radiazioni per circa tre mesi, a cui è seguito un breve periodo di riposo.
L'eccellente prognosi le ha permesso di ritornare sul palco già a maggio, annunciando fra le altre cose due tour negli Stati Uniti: uno estivo da solista (12 giugno - 9 luglio) ed un secondo in compagnia di John Mayer. Il tour con John Mayer (29 agosto - 12 ottobre 2006) è stato caratterizzato da un attivismo politico piuttosto marcato. Durante le varie tappe sparse per gli Stati Uniti, Sheryl Crow ha più volte ribadito l'importanza del voto, e manifestato il proprio dissenso verso l'amministrazione Bush, attirandosi talvolta le ire di pubblico e critica, similmente a quanto accadde fra il dicembre 2002 e il marzo 2003, quando si oppose pubblicamente alla guerra in Iraq. Alla fine dello stesso anno riceve inoltre una nomination ai Golden Globe (categoria "Best original song") per la canzone Try Not To Remember, dal film Home Of The Brave.

### Detours
Sheryl Crow torna in studio di registrazione nel 2007 per l'incisione del suo sesto album, Detours. Per l'occasione vengono contattate due vecchie conoscenze: il produttore Bill Bottrell e il batterista Brian MacLeod, già componenti del Tuesday Night Music Club. Il disco, concepito e realizzato nella fattoria della cantante situata nei pressi di Nashville, viene ufficialmente pubblicato il 5 febbraio del 2008 debuttando alla seconda posizione della classifica Billboard 200 e totalizzando la vendita di 92 000 unità nella sola prima settimana di permanenza nei negozi. La seconda settimana le vendite stimate saranno di oltre 144 000 copie
.
Fortemente influenzato dalle ultime vicende personali dell'artista (la storia d'amore finita con Lance Armstrong e la malattia), questo album rappresenta a tutti gli effetti un suo rinnovato debutto musicale seguito da un nuovo inizio della sua vita (sostenuto dall'adozione del figlio Wyatt, avvenuta nel 2007
). Il 17 novembre 2009 viene pubblicata una tanto attesa versione commemorativa dell'album di debutto denominata Tuesday Night Music Club Deluxe. Dal disco viene addirittura estratto un singolo, Killer Life, composto nel 1994 e fino ad oggi mai pubblicato.

### 100 Miles from Memphis
Il 5 maggio 2010, attraverso un comunicato stampa, viene annunciata l'uscita del settimo album della cantante intitolato 100 Miles from Memphis. Il disco, la cui uscita è anticipata dalla distribuzione del singolo Summer Day, viene pubblicato il 20 luglio dello stesso anno ottenendo - al debutto - la terza posizione nella classifica Billboard 200.
Sempre nello stesso anno, appare come guest star in un episodio della quarta stagione di Hannah Montana.

### Feels like Home
Nel 2011 Sheryl lascia la sua etichetta discografica A&M Records. Dopo essere stata presentata al produttore Justin Niebank e a numerosi musicisti di Nashville inizia il suo primo progetto musicale country. Nel 2013 firma con l'etichetta Warner Music Nashville con la quale pubblica Easy il primo singolo del futuro album. Pubblica quindi Feels like Home il 10 settembre dello stesso anno, che raggiunge il 7º posto nella Billboard 200 negli Stati Uniti, divenendo il suo nono album nella "top-ten".

### Be Myself
Il nono album in studio Be Myself è stato pubblicato nell'aprile del 2017, segnando il ritorno di Jeff Trott alla produzione e Tchad Blake all'ingegneria del suono che non avevano lavorato con lei dai tempi di The Globe Sessions del 1998. Di fatto è un ritorno alle sue sonorità degli anni '90, abbandonando intenzionalmente lo stile country dell'album precedente.

### Threads
Sheryl annuncia che il prossimo lavoro discografico sarà un album di duetti, con il contributo di amici musicisti vecchi e nuovi come: Don Henley, Joe Walsh, Sting, Keith Richards, Jason Isbell, Chris Stapleton, Stevie Nicks, Willie Nelson, Vince Gill, Emmylou Harris e Kris Kristofferson. Contiene anche una nuova versione di Redemption Day, un brano del suo album Sheryl Crow del 1996, con la partecipazione postuma di Johnny Cash tratta da una sua cover personale del 2010. L'album è stato pubblicato il 30 agosto 2019 dall'etichetta Big Machine Records.

## Strumentazione
All'inizio della carriera Sheryl suonava spesso una chitarra acustica Gibson Country Western del 1962, ma avendo paura che alla fine non avrebbe resistito all'uso intensivo in tour e sul palco, chiese alla Gibson nel 1999 di costruirle una replica. La casa costruttrice presentò allora un modello "Sheryl Crow" che era essenzialmente una riproduzione del modello che possedeva. Nel 2013 la Gibson presentò anche un'edizione limitata "Sheryl Crow" Southern Jumbo, una riedizione del predecessore del modello precedente. Nel 2019 Sheryl ha annunciato sui "social media" che la Gibson ha di nuovo in produzione il modello Country Western Supreme personalizzato.

## Discografia
- 1993 - Tuesday Night Music Club
- 1996 - Sheryl Crow
- 1998 - The Globe Sessions
- 2002 - C'mon C'mon
- 2005 - Wildflower
- 2008 - Detours
- 2010 - 100 Miles from Memphis
- 2013 - Feels like Home
- 2017 - Be Myself
- 2019 - Threads
- 2024 - Evolution

## Voce
Sheryl Crow è un mezzosoprano con un'estensione vocale di circa tre ottave ed un timbro caldo ma sostanzialmente neutro, con una leggera risonanza nasale. Agli inizi della sua carriera (grossomodo fra il 1993 e il 1996), complice anche il vizio del fumo che la caratterizzava in tale periodo, ai concerti, cantava con una voce ruvida e sensuale, particolarmente apprezzata dai fan, tuttavia non si distingueva per un buon controllo della voce. Con il passare del tempo, grazie al costante allenamento e all'abbandono del fumo, ha compiuto notevoli progressi correttivi nel campo della voce, che le hanno permesso di inoltrarsi in brani particolari e assai diversi fra loro. Fra questi ricordiamo Là ci darem la mano (Mozart) nel 1998 in duetto col maestro Pavarotti, Good Morning Heartache (cantata sia da solista, che assieme a Tony Bennett), Long Gone Lonesome Blues (di Hank Williams Jr.), No Depression (Carter Family) e, più recentemente, Ring of Fire, celebre brano di Johnny Cash, per l'occasione riarrangiato facendo sfoggio del caratteristico accento (detto twang) del Missouri.
Il pezzo meno convenzionale da lei interpretato rimane comunque Monkey Mind, scritto da Mitchell Froom e presente nell'album Dopamine (1998). Non di rado ha eseguito canzoni al limite della sua estensione vocale, come nel caso di Tomorrow Never Dies e di alcuni brani dell'album Wildflower. In ogni caso, a differenza di altri nomi celebri della musica leggera, la Crow ha sempre osteggiato l'uso del playback, persino quando le condizioni delle sue corde vocali non erano ottimali. Solo in pochi e sporadici casi è ricorsa a tale pratica (esempio alla trasmissione televisiva Top of the Pops, dove però il playback è praticamente imposto).

## Polistrumentista
Sheryl Crow è nota anche per essere una versatile musicista. Di seguito sono elencati gli strumenti musicali che suona o ha suonato in passato:
- Pianoforte e tastiere
- Piano Fender Rhodes
- Organo
- Moog
- Clavinet
- Chitarra acustica
- Chitarra elettrica
- Chitarra National Steel
- Basso
- Wurlitzer
- Armonica a bocca
- Fisarmonica
- Tamburo
- Tamburo marocchino
- Sassofono (fino all'università)
- Clarinetto (fino alle scuole superiori)
- Maracas

## Filmografia

### Cinema
- Studio 54, regia di Mark Christopher (1998)
- The Killer - Ritratto di un assassino (The Minus Man), regia di Hampton Fancher (1999)
- De-Lovely - Così facile da amare (De-Lovely), regia di Irwin Winkler (2004)

### Televisione
- Cop Rock – serie TV, episodio 1x11 (1990)
- Ellen – serie TV, episodio 4x16 (1997)
- One Tree Hill – serie TV, episodio 1x16 (2004)
- 30 Rock – serie TV, episodio 3x22 (2009)
- Hannah Montana – serie TV, episodio 4x05 (2010)
- Cougar Town – serie TV, 3 episodi 1x18-1x19-1x20 (2010)
- Amiche nemiche (Good Christian Bitches) – serie TV, episodio 1x05 (2012)
- NCIS: New Orleans – serie TV, episodio 3x21 (2017)

### Doppiatrice
- Cars - Motori ruggenti (Cars), regia di John Lasseter (2006)